# Asco
|  | No s'ha de confondre amb Ascó. |

Asco (en cors Ascu) és un municipi francès, situat a la regió de Còrsega, al departament d'Alta Còrsega. L'any 1999 tenia 134 habitants, que són coneguts com a Aschesi.

## Demografia
| 1962 | 1968 | 1975 | 1982 | 1990 | 1999 |
| ---- | ---- | ---- | ---- | ---- | ---- |
| 215  | 205  | 171  | 116  | 96   | 134  |

## Administració
| Període   | Identitat              | Partit | Qualitat |  |
| --------- | ---------------------- | ------ | -------- |  |
| 1995-2008 | François Franceschetti |        |          |  |

## Pont genovès d'Asco

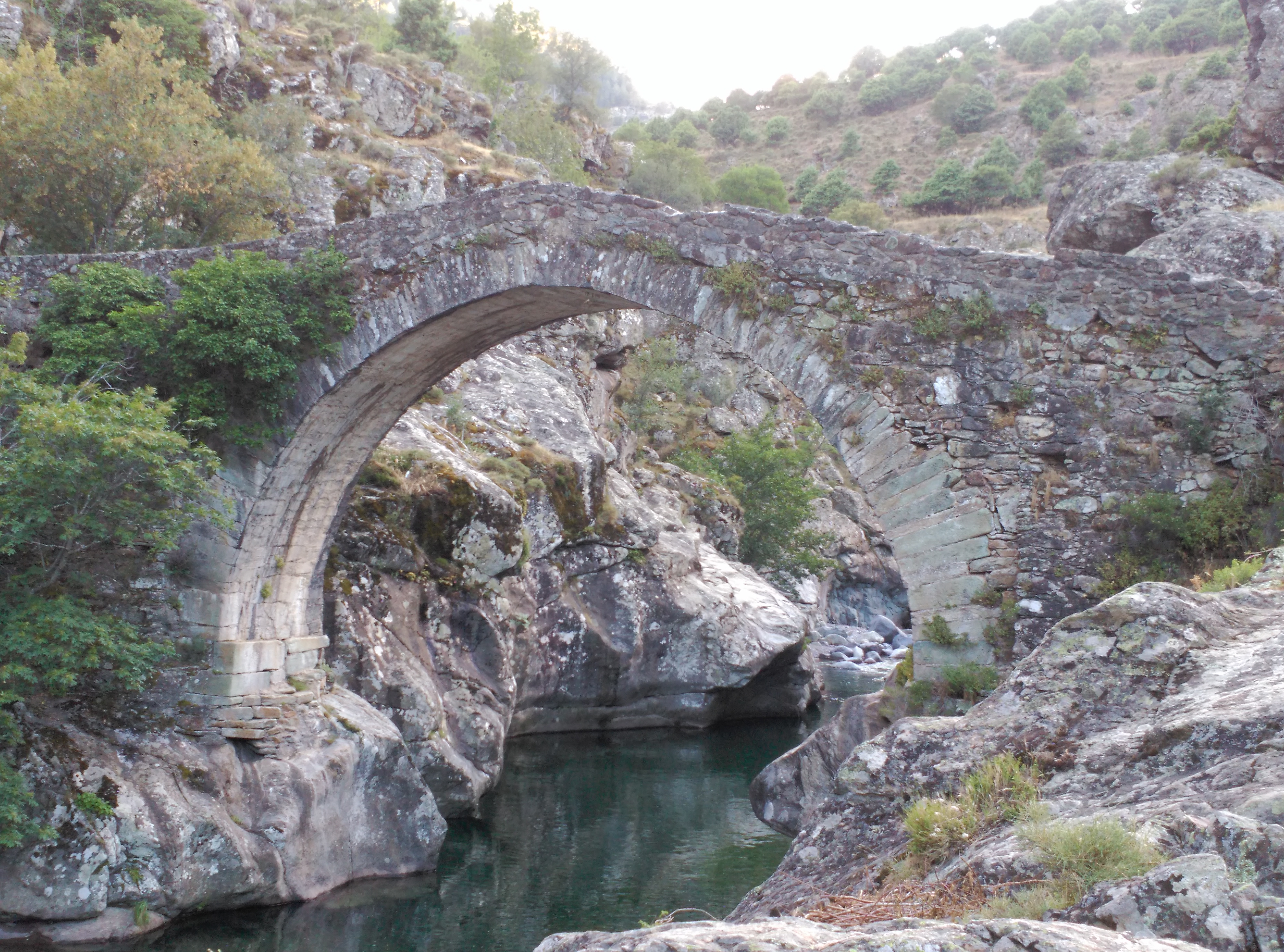
Pont genovès d'Ascu

Pont sobre el riu Asco datat del segle xv durant l'època de l'ocupació genovesa. Està situat al lloc anomenat Lamella a una altura de 535 metres sobre el mar. És propietat del municipi i està inscrit com a Monument històric francès per l'ordre del 5 de desembre de 1984.